# Túnel de Chilterns
O túnel de Chilterns é um túnel duplo na Inglaterra que será usado para levar a linha ferroviária de alta velocidade High Speed 2 (HS2) por baixo de Chiltern Hills. Com 16 quilômetros de comprimento, é o maior túnel do projeto HS2. Quando completado, será o maior túnel ferroviário inteiramente no Reino Unido, 6 quilômetros mais longo do que o túnel de Londres 2 da High Speed 1. Sua construção começou em maio de 2021 e levará por volta de três anos e meio para ser concluído.

## História
Em agosto de 2015, foi anunciado que o túnel seria estendido por 2,6 quilômetros ao norte, substituindo um antes planejado túnel cortar-e-tapar. Isso evitou a destruição de 12 hectares de florestas.

## Construção
Os túneis serão escavados por duas tuneladoras de 2.000 toneladas. Os túneis são revestidos com concreto, que é fabricado em seções em uma planta especialmente construído para isso na entrada sul. As primeiras seções foram fabricadas em março de 2021.

## Infraestrutura
O par de túneis terá 16 quilômetros de comprimento, com a entrada norte sendo próxima a South Heath. No ponto mais profundo, os túneis irão estar a 90 metros abaixo do nível do solo; o diâmetro interno de cada túnel é de 9,1 metros. Planejam-se cinco tubos de ventilações e emergências, incluindo uma em Amersham e outra em Chalfont St Giles.
O calcário escavado durante a construção dos túneis será usado para criar uma reserva natural em volta da entrada sul.